# Aeroportul Mohéli Bandar Es Eslam
Aeroportul Mohéli Bandar Es Eslam (IATA: NWA, ICAO: FMCI) este un aeroport din Mohéli, Comore ce deservește zona Fomboni.
Situat la o altitudine de 14 m, aeroportul dispune de o singură pistă.